# Cam Janssen
Cameron Wesley "Cam" Janssen, född 14 april 1984, är en amerikansk professionell ishockeyspelare som spelar för New Jersey Devils i NHL. Han har tidigare representerat St. Louis Blues.
Janssen draftades i fjärde rundan i 2002 års draft av New Jersey Devils som 117:e spelare totalt.